# カハナ・ロイヤル
カハナ・ロイヤル（英語: Kahana Royale）とは、主原料の1つにマカダミアナッツを使用してハワイで作られる、リキュールの銘柄である。中性スピリッツをベースとしており、製品のアルコール度数は26度、エキス分は32％。なお、カクテル関連書籍などでカハナ・ロイヤルは、マカダミアナッツ・リキュールと表記される場合もある。

## 概説
カハナ・ロイヤルは、ハワイで製造されている。製造元は、ハワイのマウイ島のハワイアン・ディスティラーズ（Hawaiian Distillers）社。ただし、同社の創業は1979年だが、カハナ・ロイヤルが開発されたのは1983年になってからである。カハナ・ロイヤルは、マカダミアナッツを主原料の1つとしているわけだが、このマカダミアナッツは、1930年代にハワイ大学で品種改良が行われ、生食に適する品種が開発されてから、広く栽培されるようになった経緯がある。
こうして栽培されるようになったマカダミアナッツのうち、樹齢15歳以上の木から収穫したナッツを使用して、カハナ・ロイヤルは作られる。作り方は、サトウキビを原料とする中性スピリッツに、収穫されたマカダミアナッツを焙煎した後に粉砕したものを浸漬するというものだ。なお、銘柄名の「カハナ」というのは、ターニングポイントや分岐点を意味する、ハワイ語である。また、銘柄名に付く「ロイヤル」は、かつて存在したハワイの王家をしのんで付けられたと言われている。
カハナ・ロイヤルは、そのままストレートで飲まれる他、カクテルの材料に利用されたり、製菓などに利用される場合もある。

## カハナ・ロイヤルを使ったカクテル
カハナ・ジンジャー （Kahana and Ginger Ale）
いわゆる、カハナ・ロイヤルのジンジャー・エール割り。飲む人の好みや、作るグラスに合わせて、適量を使用する。氷を入れたグラスに、ビルドで作られる。
ターニング・ポイント （Turning Point）
ターニング・ポイントとは、ロングドリンクに分類される、リキュールをベースとした、カクテルの1つである。標準的なレシピは、カハナ・ロイヤル3に対し、生クリーム1を使用し、さらに、グリーン・ジェリー・ビーンズ（グリーン・ゼリーとも書かれる、緑色の小さなゼリー）も使用する。作り方は、リキュール・グラス（容量30ml程度）に、まずカハナ・ロイヤルを注ぎ、次に、生クリームをフロートさせる。最後に、グリーン・ジェリー・ビーンズをカクテル・ピンに刺して、グラスに乗せれば完成である。